# 大西洋高速铁路
大西洋高速铁路（法語：LGV Atlantique）是法國高速鐵路的一條路線，運營法國高速列車，長度為232公里（西南支線）和52公里（西支線），連接巴黎與法國西部，於1989年開幕，也是法國的第二条高速鐵路，在法国铁路系统中的编号为429000（勒芒支线）和431000（图尔支线）。

## 歷史
- 1983年1月1日：法國國鐵設立第二新線委員會。
- 1985年2月15日：於Boinville-le-Gaillard正式動工。
- 1987年7月1日：在Auneau進行鋪軌啟動儀式。
- 1989年9月24日：Montrouge（巴黎其中一區）至Connerré段通車。
- 1990年5月18日：TGV列車於本線達到當時世上最快輪軌高鐵，速度為515.3km/h。
- 1990年9月25日：西南支線（往圖爾）開通。

## 車站
- 巴黎蒙帕納斯站
- 马西TGV站
- 旺多姆TGV站

## 延伸部分
2017年7月2日，大西洋高速铁路延伸部分建成通车，包括两个部分：
- 布列塔尼-卢瓦尔河地区高速铁路，由勒芒向西延伸至雷恩
- 南部-大西洋欧洲高速铁路，由图尔向南延伸至波尔多

## 外部連結
- （法文）High-speed rail lines site（页面存档备份，存于）